# Giulio Donadio
Giulio Donadio (Napoli, 5 luglio 1889 – Roma, 15 giugno 1951) è stato un attore e regista italiano attivo nel teatro e al cinema.

## Biografia
Figlio di un questore, espresse fin da giovanissimo la passione per il palcoscenico. Abbandonò al terzo anno l'Istituto tecnico per accettare una scrittura offertagli dalla Compagnia teatrale di prosa e canto città di Napoli di Carlo Nunziata, con la quale andò in tournée in America. Confortato dai primi successi ottenuti, al suo rientro in Italia ottenne una scrittura dalla compagnia Severi-Zoncada nel 1911. Venne quindi notato da Ermete Zacconi, che lo raccomandò a Virgilio Talli nella cui Compagnia Comica Filodrammatica, nel 1912-1913, entrò a fianco di Maria Melato e Alberto Giovannini.
Diventò primo attore nel 1914 con la compagnia napoletana di Adelina Magnetti - dove si distinse in Assunta Spina e  'O voto di Salvatore Di Giacomo -, per approdare nel 1915 alla Compagnia drammatica italiana del Teatro Manzoni di Milano, diretta da Marco Praga, dove lavorò al fianco di Irma Gramatica. Nel 1919 si dedicò assiduamente al cinema muto - aveva esordito sullo schermo nel 1914 con Il bandito di Port-Haven di Roberto Roberti - ma tornò al teatro nel 1922 con la Commedia Nuova diretta da Paolo Tegli al fianco di Giannina Chiantoni.

Giulio Donadio nel lavoro teatrale Il sole negli occhi nel 1938

Passò successivamente a lavorare con attori celebri come Annibale Betrone, Alda Borelli, Emma Gramatica - in particolare in opere dannunziane - e di nuovo la Melato. Nel 1932 fondò una sua compagnia - la Compagnia degli spettacoli gialli - che si dedicò ai drammi polizieschi a tinte forti e che ottenne grandi successi di pubblico. Fondò poi la Compagnia Drammatica Italiana Giulio Donadio. 
Al cinema tornò sporadicamente nella metà degli anni venti - nel 1924 prese parte al lungometraggio In Maremma diretto da Salvatore Aversano - ma con il sonoro la sua bella voce gli consentì di comparire con più frequenza seppur, vista l'età ormai matura, in ruoli di carattere. Tornò comunque ad assumere il ruolo di protagonista nel film giallo L'ispettore Vargas (1940) di Gianni Franciolini, dove interpretò il ruolo dell'ispettore del titolo.
Nei primi anni trenta si dedicò sporadicamente anche al doppiaggio; in Cleopatra (1934) di Cecil B. DeMille doppiò Ian Keith nel ruolo di Ottaviano.
Nel secondo dopoguerra continuò a recitare in teatro, prima per due stagioni con la Melato e successivamente con Marcello Giorda. L'ultimo film interpretato da Donadio è Il cavaliere del sogno di Camillo Mastrocinque (1946), dove egli recitò accanto ad Amedeo Nazzari e Mariella Lotti.
È sepolto a Milano, al cimitero di Chiaravalle.

## Filmografia

### Attore
- Angelo che redime, regia di Attilio Fabbri (1913)
- La Gorgona, regia di Mario Caserini (1915)
- La cicala, regia di Guglielmo Zorzi (1919)
- Villafranca, regia di Giovacchino Forzano (1934)
- Tempo massimo, regia di Mario Mattoli (1934)
- Pierpin, regia di Duilio Coletti (1935)
- Passaporto rosso , regia di Guido Brignone (1935)
- Casta Diva, regia di Carmine Gallone (1935)
- Il grande silenzio, regia di Giovanni Zannini (1936)
- L'anonima Roylott, regia di Raffaello Matarazzo (1936)
- Una donna tra due mondi, regia di Goffredo Alessandrini (1936)
- Manon Lescaut, regia di Carmine Gallone (1939)
- Melodie eterne, regia di Carmine Gallone (1940)
- Amore di ussaro, regia di Luis Marquina (1940)
- Il ponte dei sospiri, regia di Mario Bonnard (1940)
- La gerla di papà Martin, regia di Mario Bonnard (1940)
- La fanciulla di Portici, regia di Mario Bonnard (1940)
- L'ispettore Vargas , regia di Gianni Franciolini (1940)
- Ridi pagliaccio, regia di Camillo Mastrocinque (1941)
- Il prigioniero di Santa Cruz, regia di Carlo Ludovico Bragaglia (1941)
- L'allegro fantasma, regia di Amleto Palermi (1941)
- Beatrice Cenci, regia di Guido Brignone (1941)
- Labbra serrate, regia di Mario Mattoli (1942)
- Il cavaliere del sogno, regia di Camillo Mastrocinque (1946)

### Regia e attore
- Anima di bandito (1920)
- Con l'amore e con l'ala (1921)[3]

## Prosa radiofonica Rai
- Il signor Vernet, di Jules Renard, regia di Enzo Ferrieri (1950)
- L'Antonieta in collegio, commedia di Paolo Ferrari, regia di Claudio Fino, trasmessa il 10 luglio (1950)
- Il berretto a sonagli, di Luigi Pirandello, regia di Enzo Ferrieri, in onda il 3 ottobre 1950.